# マルフク (貸金業)
株式会社マルフクは、かつて存在した日本の電話加入権売買・電話担保金融業者である。貸金業登録番号は 大阪府知事（1）第12529号であったが、現在は廃業し登録業者ではない。2023年に株式会社ハルキに商号を変更している。

## 会社概要
かつては、全国に拠点を有する数少ない電話担保金融業者として、中小企業や個人事業主、および消費者向けの融資・レンタル電話事業を行い、貝塚市に事務センターおよび全国に数百の店舗を構えていた。
しかし、電話加入権の担保価値が下落してきたため、電話担保金融の事業から撤退、「生活キャッシング・振込ローン」で再出発するも、2002年5月、全店舗を閉鎖し、資産の大部分をシティグループへ売却し、折からの上限金利規制強化や貸し倒れの増加により再建を断念した。
2005年12月の臨時株主総会で当時代表者が同一だった「マルフククレジット」へ貸金業部門の権利義務を承継させる吸収分割を実施して、「マルフククレジット」が「マルフク」、旧マルフクは「株式会社ヴァンテージ・キャピタル・マネジメント・ジャパン」（2006年2月1日付）→「株式会社ヴィラージュ・キャピタル」（同年4月17日付）へと商号を変更している。
現在は貸金業登録もされておらず、会社の営業・実体は存在しないようであるが、2024年時点で法人格は存続している。

## シークエッジグループ
シークエッジグループは丸福電話店創業の1958年4月を創業日時としており、同社の登記上の本社住所はマルフクの本社住所と同じである（なお、東京の事務所は港区南青山に所在する）。中核となるシークエッジ・ジャパン・ホールディングスは投資業を手掛け、2022年時点でネクスグループ、フィスコ、CAICA DIGITAL、クシム、シーズメンといった上場企業の大株主である。
- シークエッジ・ジャパン・ホールディングス (本社：大阪府岸和田市荒木町2−18−15、資本金：1,200万円、設立：1986年4月17日)[5]
- ネクスグループ
- ヴァンテージパートナーズ
- 実業之日本社
  - 実業之日本総合研究所（旧ネクス・ソリューションズ）
- スケブベンチャーズ（旧株式会社シークエッジファイナンス）
  - スケブ
- イー・旅ネット・ドット・コム（77.71％）
  - ウェブトラベル
  - グロリアツアーズ
- 社会福祉法人善光会

## 沿革
- 1958年04月12日 [6]「丸福電話店」として、大阪府布施市（現・東大阪市）にて白井辰巳が創業。[7]
- 1968年04月 岸和田市に「株式会社丸福」を設立。[7]
- 1975年08月12日[6] 堺市に「株式会社丸福」を設立[7]（この日が旧・マルフクの会社設立日である）。
- 1977年04月 丸福(岸和田)の電話金融部門を丸福(堺)へ営業譲渡し、同時に丸福(堺)の本店所在地を岸和田へ移転。丸福（岸和田）は、株式会社ヤシマへ商号変更。[7]
- 1977年09月 関東地区初進出、川崎市にて開業。関東地区法人、株式会社マルフク設立。
- 1978年08月 マルフク事業協同組合を設立。[7]
- 1979年05月 堺市に宣伝広告を担当する株式会社ジャックを設立。[7]
- 1979年06月 東海地区進出、豊橋市にて開業。
- 1983年02月 中国地区進出、岡山市にて開業。
- 1983年05月 九州地区進出、福岡市にて開業。
- 1984年08月 東京都中央区に東京本社ビル施工。
- 1985年02月 岸和田、十三、岡山、博多の4社を合併し、大阪を本社とする。[7]
- 1985年02月 川崎、船橋、浦和、八王子の4社を合併し、本社を東京に移転する。[7]
- 1986年04月 事業持株会社「株式会社善光（現・株式会社シークエッジ・ジャパン・ホールディングス）」を設立。
- 1986年09月 大阪府堺市に大阪本社ビル施工。[7]
- 1986年10月 大阪本社を大阪府堺市（現在の同市堺区）市之町に移転。
- 1988年04月 四国地区進出、松山市にて開業。
- 1988年05月 東北地区進出、郡山市にて開業。
- 1988年10月 九州支社ビル施工。
- 1989年07月 川崎支店ビル施工。
- 1990年03月 名古屋支店ビル施工。
- 1990年10月 大宮支店ビル施工。
- 1992年02月 大阪府貝塚市に事務センター・情報センター施工。[7]
- 1993年04月 北海道地区進出、札幌市にて開業。
- 1994年03月 東京・大阪の2社を合併。[7]
- 1995年06月 マルフク信用保証を設立。[7]
- 1997年10月 岡山支店ビル施工。
- 1999年12月 三洋電機クレジット株式会社と業務提携。[7]
- 2000年04月 三洋電機クレジット株式会社と共同出資会社「株式会社シー・シー・エー」を設立。[7]
- 2001年05月 ニッシン（現・NISグループ）と業務提携。
- 2002年05月 ディックファイナンス株式会社（現・CFJ合同会社）に営業の大部分を譲渡。当時存在した全国の174営業所（大阪本社、東京都中央区日本橋久松町に存在した東京本社等も含む）は、ほぼ全てが閉鎖または売却された。
- 2002年05月 電話担保金融事業からの撤退に伴う諸手続きなどのため、同年9月まで新規融資を停止。
- 2002年08月 マルフク信用保証を吸収合併。
- 2003年02月 マルフク事務代行（旧マルフク事業協同組合）をマルフクの資産管理会社であったシークエッジ（旧善光、大阪府岸和田市）へ吸収合併させる[8]。
- 2005年12月 貸金業部門を「マルフククレジット」へ承継。「マルフククレジット」は「マルフク」、旧マルフクは最終的に「ヴィラージュ・キャピタル」へ商号を変更。
- 2006年12月 新規の融資受付を停止。
- 2009年01月 貸金業登録の廃業。
- 2023年05月 「株式会社ハルキ」に商号変更。

## 広告
かつては森崎めぐみ、畑野ひろ子等を起用したテレビCMの放映、赤井英和を起用した新聞広告の掲載のほか、全国で赤と白のブリキ製の看板やホーロー看板の設置を行っていた。広告については、マルフクの関連会社であったジャックが担当している。
各地に設置された看板は、廃業後の現在も、郊外の古い木造建築物やトタン張りの小屋を中心にまだ多く残されている（上からクレジットカード現金化業者の看板が貼られている場合もある）。こうした貼看板の宣伝効果に着目し、聖書配布協力会がマルフクのものと並べて看板を設置する例がある。

### 看板の例

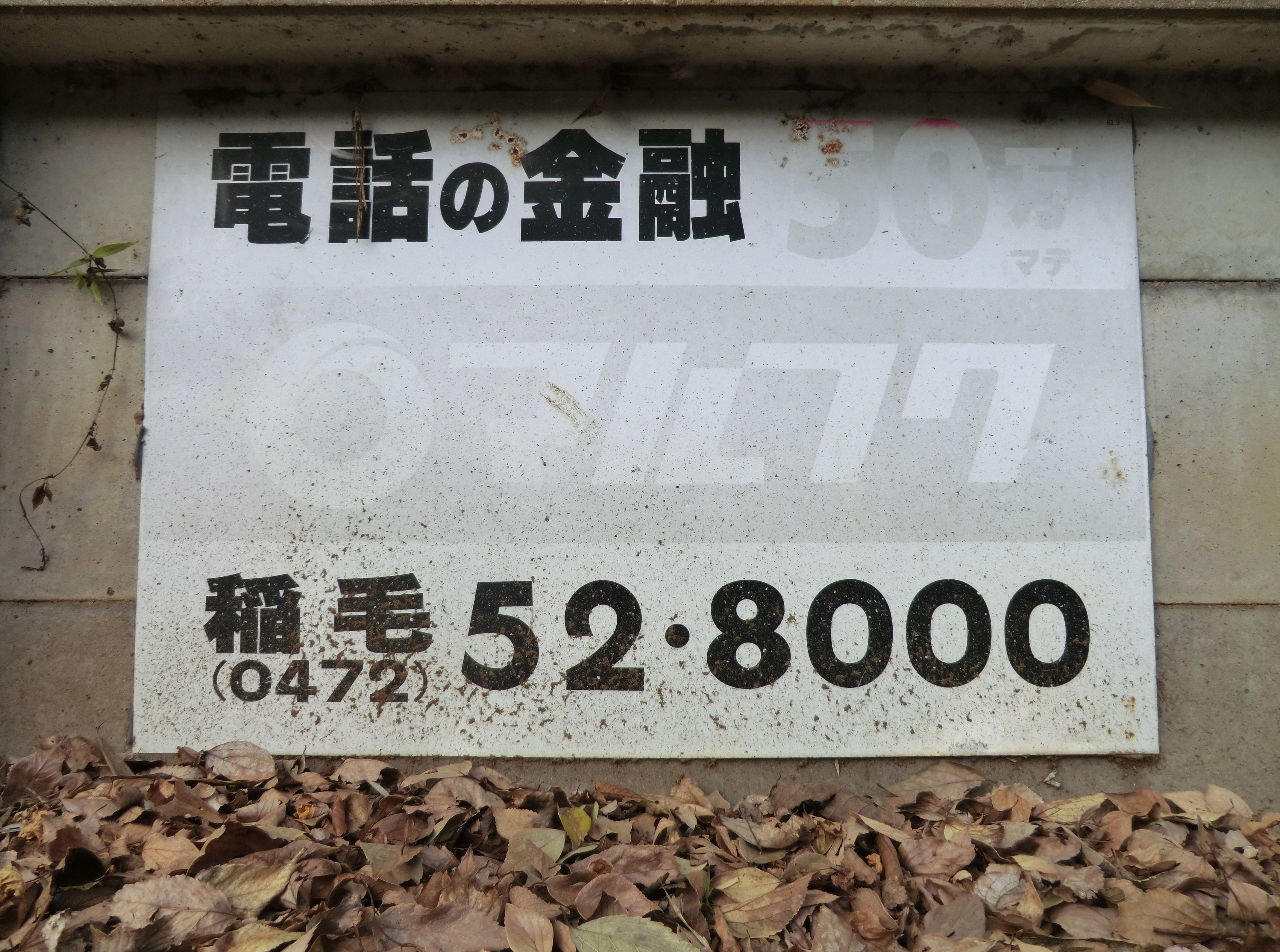
千葉市の市外局番（043）が0472だった1980年代設置の看板
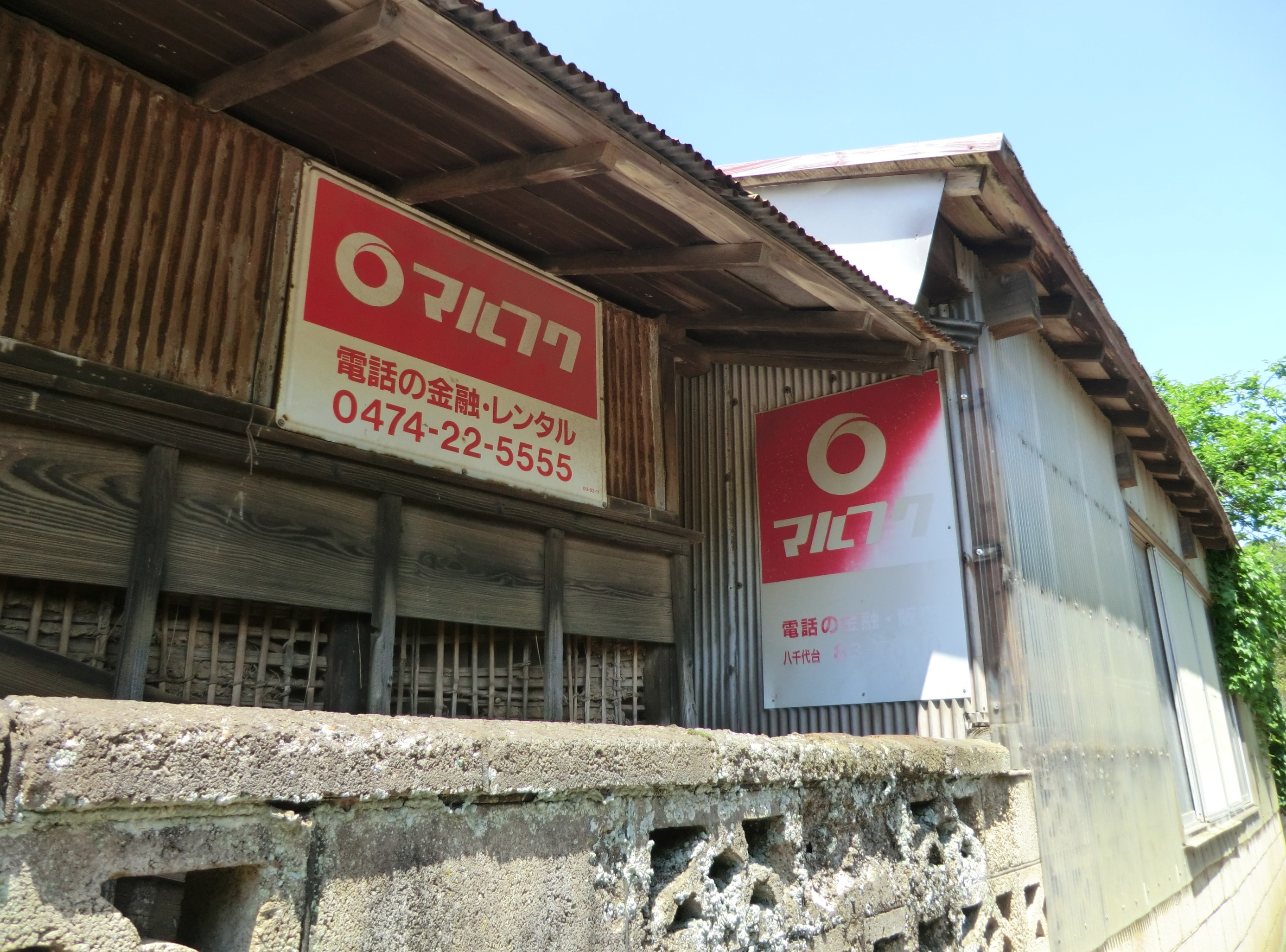
形態の異なる2枚の看板。左の看板は横長でコピーが「電話の金融・レンタル」、電話番号は市外局番を付けた表記。右の看板は縦長でコピーが「電話の金融・販売」、電話番号は地域名＋市外局番なしの表記。
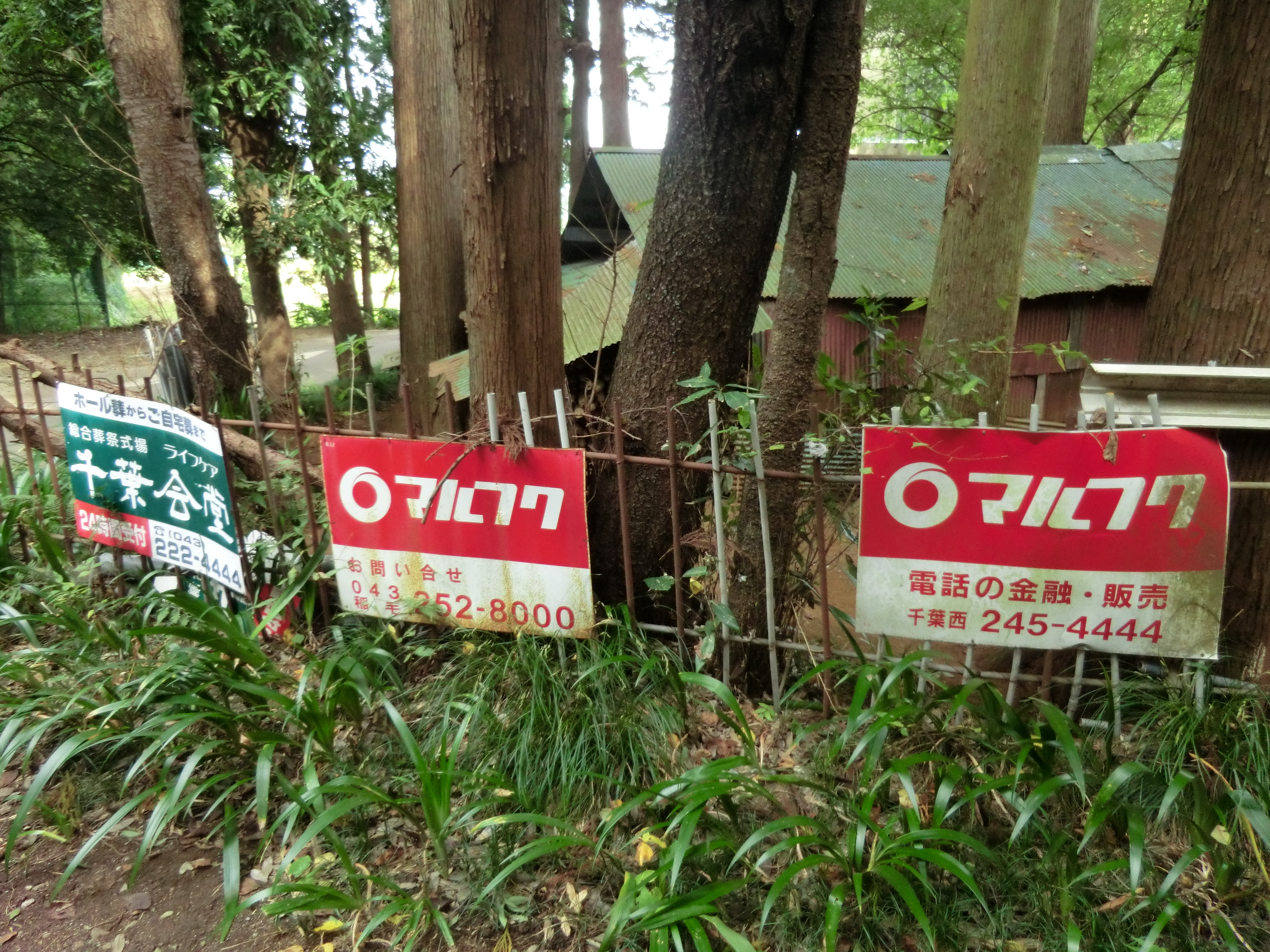
左側の看板のように「電話の金融・販売」「生活キャッシング・振込ローン」などのコピーがない看板もあった。
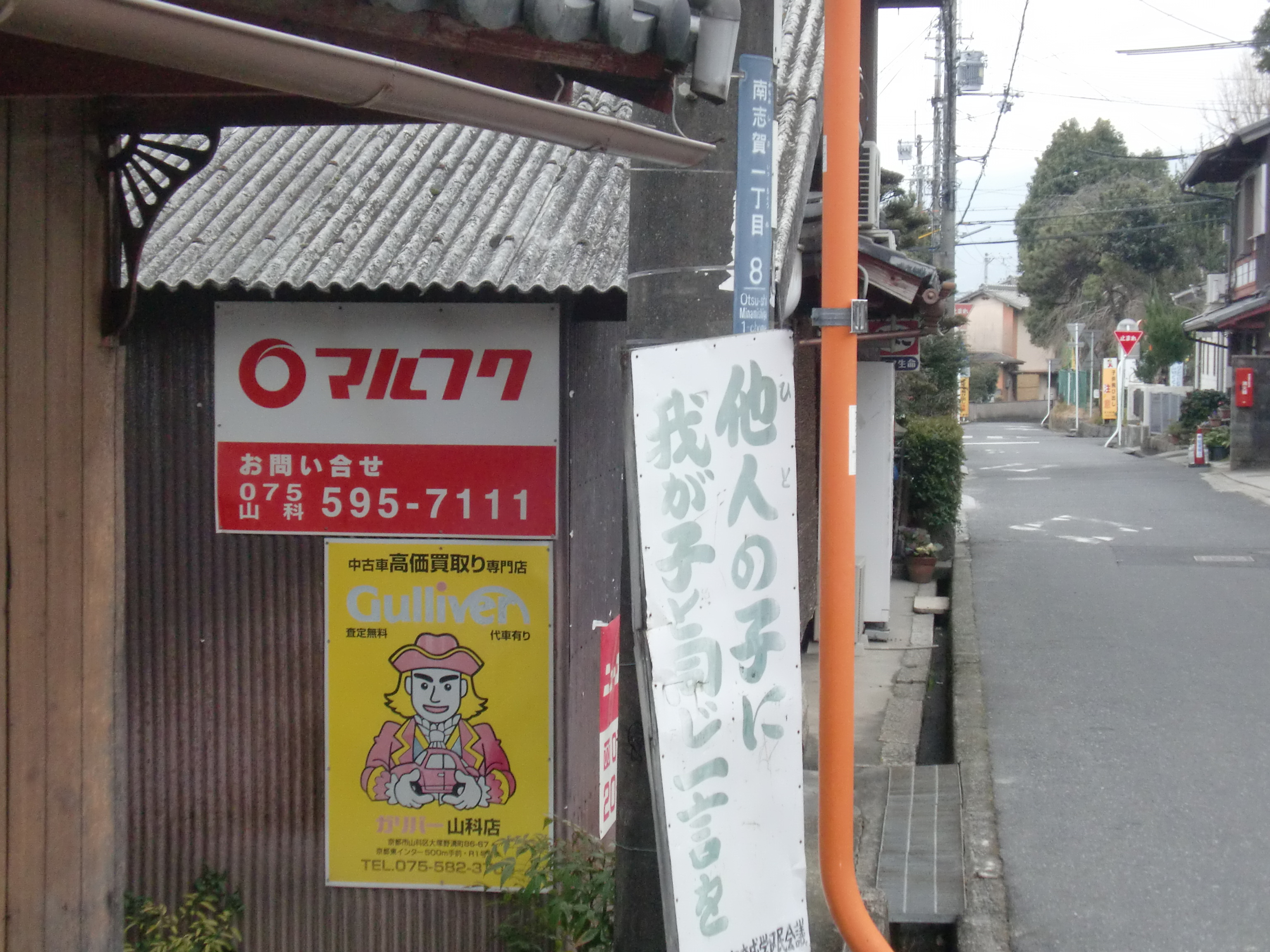
赤と白の配色が逆転している看板もあった（条例による規制に基づくもの）。
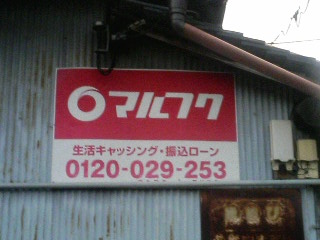
2000年代の看板。コピーが電話担保金融を表さず「生活キャッシング・振込ローン」になり、電話番号がフリーダイヤルになっている。
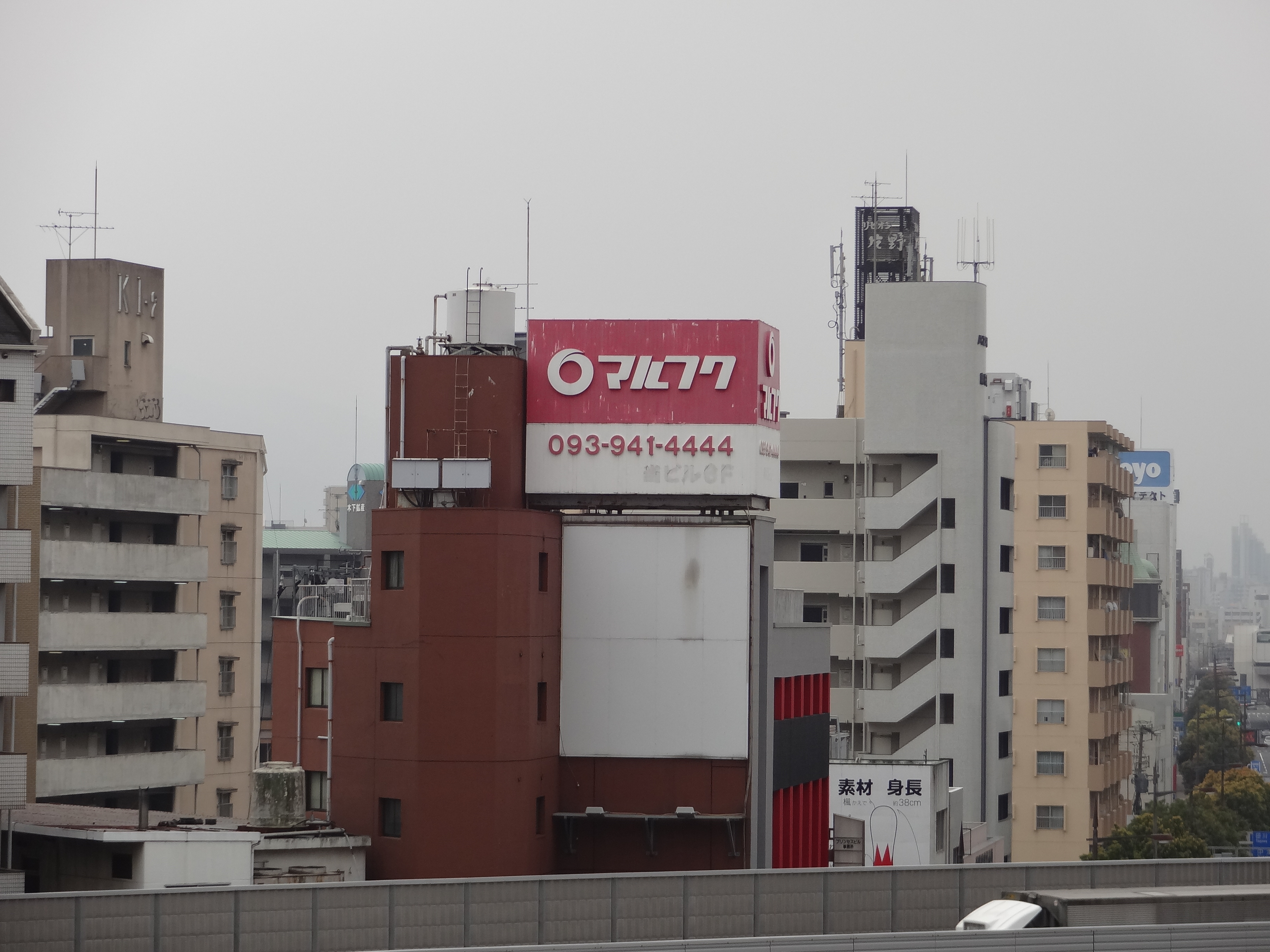
営業所のビル屋上に設置された看板。

## テレビ番組の提供
1990年代には以下の番組を提供。
- テレビ東京（系列）日曜日午後9時台の枠（ドラマ枠→浅草橋ヤング洋品店→ASAYAN）
なお、この時間帯にスポンサーとなっていたことから、衆議院・参議院の投票日には、選挙特番のスポンサーにもなった。
- 付き馬屋おえん事件帳
- スーパータイムリー930（KBS京都テレビ）
- 山陽TVニュース（山陽放送）
- 北日本放送、山口放送でのNNNニューススポット
- テレビ宮崎での天気予報
- テレビ朝日系のバラエティ
- テレビ西日本における笑っていいとも!増刊号のローカルスポンサー（1992年頃）

## 関連書籍
- 白井一成『企業進化ダイナミズム 私はいかにして巨額負債を解消し自律的再生を果たしたか』六法出版社、2004年6月1日。ISBN 9784897704845。